# 李庠
李 庠（り よう、247年 - 301年）は、西晋時代に活動した人物。字は玄序。 巴氐族（巴賨族）の出身であり、略陽郡臨渭県（現在の甘粛省秦安県の東南）の人。父は東羌猟将の李慕。兄は李輔・李特。弟は李流・李驤。

## 生涯
若くして烈気があり、世に知られた。郡の督郵・主簿に仕え、いずれも主君を凌駕する能力を見せた。
元康4年（294年）、孝廉に推されたがこれを断った。後に、騎射に長けていたことから、良将として推挙されたが、これも受けなかった。州府は、李庠が文武の才を兼ね備えていたことから、秀異に推挙したが、今度は病気と称して固辞した。しかし、州郡はこれを聞き入れず、李庠の名を朝廷へ上聞した。これを受け、中護軍は何度も李庠に迫ったため、止むを得ず仕官に応じ、中軍騎督に任られた。弓馬を自在に扱い、腕力は人並み外れていた為、世の人は彼を文鴦に匹敵するとした。洛陽が政変により乱れると、病気を理由に官職を辞して略陽に戻った。彼は任侠の徒であり、好んで他人の災禍を救済した。その為、州の徒党は争うように李庠の下へと集まった。
元康6年（296年）、氐族の斉万年が晋朝に反乱を起こすと、関西は動乱に陥った。また、連年に渡り飢饉が続いていた為、略陽・天水を初め6郡の民は食糧を求めて流亡の身となり、数万家が梁州・益州へと移った。李庠は兄弟と共にこの流民集団の中にあった。その途上、道端に飢餓や病気の者がいると、李庠は常に陣営で救護に当たり、窮乏を助けた。これにより、民心を大いに掴んだ。その後、兄弟と共に益州へと入った。
永康元年（300年）11月、益州刺史の趙廞は密かに蜀の地を占有しようと考え、官庫の食糧を流民達へ振舞って人心掌握に努めた。趙廞は李庠と会うと、その器の深さを称えた。そして、兵法について論じ合うと、李庠の考えに深く賛同した。趙廞は親しみを込めて「李玄序は、有りし日の関羽・張飛のようだ」 と言った。李庠とその兄弟は皆武勇に優れており、配下の者は巴西の出身で趙廞とは同郷であった為、趙廞は彼らを厚遇し、自らの爪牙とした。
趙廞が決起すると、李庠は妹の夫である李含・任回・上官惇・上官晶・李攀・費佗と氐族の苻成・隗伯らを始め四千騎を率いて趙廞の下へ正式に帰順した。趙廞は彼を自らの腹心とし、部曲督に任じた。李庠は六郡の流民達の中から勇壮な者を募集し、一万人余りを指揮下に置いた。また、羌族が趙廞に叛くと、軍を率いてこれを討伐した。功績により、李庠は威寇将軍に任じられ、赤幢と曲蓋を与えられ、陽泉亭侯に封じられた。また、銭百万、馬五十匹を下賜された。
趙廞は朝廷が自らを討つことを恐れ、李庠に命じて北道（関中から蜀に南下する道）を遮断させた。李庠はかねてより東羌の良将として名高く、軍法にも長けていた。彼は旗を掲げるのではなく矛を挙げて隊列を動かし、命に従わない部下を三人斬るとその陣は粛然としたという。
永康2年（301年）1月、趙廞は、李庠が勇猛で良く人心を得ており、また彼の軍がよく整っていたことから、次第に警戒し疎ましく思うようになったが、これを口に出さなかった。長史の杜淑と張粲は趙廞へ「将軍は兵を起こしてまだ間もないというのに、李庠に強兵を与えて外に配備させております。しかも、彼は我らと同族ではなく、その内には必ず異心があります。あの軍勢が我らに牙を向ける前に、速やかにこれを対処するべきです」と述べた。趙廞は顔を険しくして「卿らの言葉こそ我の意である。「予を起こすものは商なり」とは正にこのことであるな。これは天が卿らを使って我が事業を成就させようということだろう」と述べた。
その後、李庠が趙廞の陣営にやって来て面会を請うと、趙廞は大いに喜び引見した。李庠は趙廞の意を探ろうとして、再拝して進み出て「今や中国は大いに乱れており、国家の法は無いに等しく、晋室はもはや復興しないでしょう。明公（趙廞）におきましては、道は天下に従っており、徳は天下を覆っております。殷の湯王・周の武王の事業が今ここにあるのです。天の時に応じ、人の心に従い、民を塗炭の苦しみから救うならば、民心は帰結し、蜀だけでなく天下を平定する事も可能となるでしょう」と述べた。趙廞は怒り「これが人臣の言うべきことであろうか」と言い、杜淑らに命じてこの罪を議論させた。杜淑らは「大逆無道である」と断じ、李庠は誅殺された。また、彼の子や宗族三十人余りも処刑された。享年55歳であった。
六郡の士人・庶人の中で、涙を流さない者はいなかった。彼の死をきっかけに李特らは挙兵し、結果的に趙廞の野望は潰えることとなる。後に李特の子である李雄が成都王となると、李庠は梁武王と追諡された。